# تومي هاس
تومي هاس هو لاعب كرة مضرب ألماني.

## روابط إضافية
- Official website
- تومي هاس على موقع رابطة محترفي التنس (الإنجليزية)
- تومي هاس على موقع الاتحاد الدولي لكرة المضرب (الإنجليزية)
- تومي هاس على موقع كأس ديفيز (الإنجليزية)
- تومي هاس على موقع خلاصة التنس.كوم (الإنجليزية)
- تومي هاس على موقع إي إس بي إن.كوم (الإنجليزية)
- تومي هاس على موقع أوليمبيديا (الإنجليزية)
- تومي هاس على موقع اللجنة الأولمبية الألمانية (الألمانية)
- Haas Recent Match Results
- Haas World Ranking History
- Profile, Results and Statistics